# Valencin
Valencin este o comună în departamentul Isère din sud-estul Franței. În 2009 avea o populație de 2.478 de locuitori.

## Evoluția populației
| An        | 1975 | 1982 | 1990  | 1999  | 2006  | 2009  |
| --------- | ---- | ---- | ----- | ----- | ----- | ----- |
| Populație | 721  | 972  | 1.763 | 2.073 | 2.418 | 2.478 |